# Cinéma zambien

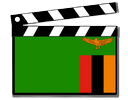
Un clap aux couleurs du drapeau zambien.

Le cinéma zambien fait référence à l'art et à l'industrie cinématographique en Zambie (ou Rhodésie du Nord avant 1964), produite le plus souvent en langue anglaise.
Dans la Rhodésie du Nord coloniale, les cinémas commerciaux pratiquaient souvent une ségrégation raciale de facto, les cinémas 35 mm étant destinés au public blanc et les cinémas 16 mm au public noir. Cependant, les projections de films en plein air dans les communautés minières de la ceinture de cuivre ont permis à un grand nombre de personnes d'apprécier les westerns hollywoodiens. Les administrateurs coloniaux ont tenté d'utiliser le cinéma pour l'éducation des mineurs et des communautés rurales.
Depuis l'indépendance de la Zambie en 1964, les projections en plein air sont restées un vecteur important pour le cinéma, et le gouvernement zambien a continué à essayer d'utiliser le cinéma comme moyen de relations publiques. Bien qu'il existe des sociétés de production de films commerciaux en Zambie, elles n'ont pas réussi à s'imposer.

## Les spectateurs de cinéma en Rhodésie du Nord
Marcus Grill, un homme d'affaires juif, a ouvert le premier cinéma en plein air de Rhodésie du Nord à Livingstone en 1917. Deux ans plus tard, il a ouvert le Grill's Kinema, dans un bâtiment en tôle ondulée. En 1931, la famille Grill ouvre le premier cinéma parlant de Zambie. Les personnes interrogées par le ministère des Colonies en 1927 déclarent que « les indigènes ne sont pas admis dans les salles de cinéma européennes ». Il y avait cependant une projection hebdomadaire pour les travailleurs de la mine de Kabwe (alors connue sous le nom de Broken Hill). Le conseil américain des missions et la police de Johannesburg censurent les films avant leur arrivée en Rhodésie du Nord.

## Les films réalisés en Rhodésie du Nord
En 1932, le missionnaire américain John Merle Davis (en) s'est rendu en Rhodésie du Nord pour étudier les effets de l'exploitation minière de la ceinture de cuivre sur les communautés traditionnelles. Arguant que le cinéma pouvait aider les Africains analphabètes à s'adapter à l'industrialisation, il a participé à la création de la Bantu Educational Kinema Experiment (en) (BEKE). BEKE a produit trente-cinq films éducatifs entre 1935 et 1937, mais la mauvaise qualité technique des films a entraîné le retrait du soutien de nombreux administrateurs coloniaux d'Afrique de l'Est. Seule la Rhodésie du Nord était disposée à continuer à financer le projet. Le pays « était plus sensible au cinéma que d'autres parties de l'Afrique noire car, en raison des cinémas miniers de la ceinture de cuivre, relativement urbanisée, il avait probablement à l'époque la plus grande concentration de cinéphiles africains en dehors de l'Afrique du Sud ». Les administrateurs coloniaux considéraient cette « importante population minière noire comme une source potentielle d'instabilité ».
En 1957, le premier cinéma multiracial ouvre ses portes à Lusaka.
En 1959, le département de l'information de Rhodésie du Nord a produit six films éducatifs en 16 mm pour les Africains. Un petit nombre de films en 35 mm ont également été réalisés, dont Kariba Game Reserve, un court métrage largement diffusé en dehors de la Rhodésie. La Central African Film Unit produit également deux films d'actualité bimensuels — Rhodesia and Nysaland News, uné émission d'information destinée au public africain, et un autre destiné au public européen — ainsi qu'une variété de courts métrages informatifs, éducatifs, touristiques et d'intérêt général.

## Les spectateurs de cinéma en Zambie
Bien qu'il y ait peu de cinémas en Zambie, « les projections de films font partie intégrante de la vie zambienne ». Les sociétés commerciales privées et les services d'information zambiens (ZIS), gérés par le gouvernement, organisent des projections en plein air dans les zones rurales. Au début des années 1970, la Zambie comptait une centaine de « Film-Rovers » : Des Land Rovers équipées pour projeter des films 16 mm avec un son amplifié.
En 1964, la Zambie comptait 13 cinémas commerciaux couverts équipés de projecteurs 35 mm et trois autres de projecteurs 16 mm. Bien que la ségrégation raciale soit interdite par la loi, les spectateurs blancs se rendent principalement dans les cinémas 35 mm, plus chers, et les spectateurs noirs africains dans les cinémas 16 mm, moins chers. En 1971, la Zambie compte 28 cinémas, avec une capacité de 13 400 places.
Les cinémas commerciaux diffusent principalement des films britanniques et américains, ainsi que quelques films indiens pour répondre aux besoins de la petite communauté asiatique de Zambie.

## Le cinéma public en Zambie
Le Zambia Information Services (ZIS) a été créé au moment de l'indépendance en 1964, pour succéder au Northern Rhodesia Information Services et au Central African Film Unit. Chaque unité cinématographique du ZIS réalise des films documentaires en Zambie. Au début des années 1970, cette unité était censée produire un nouveau documentaire tous les quinze jours, avec plus de 30 copies, dont certaines avec des bandes sonores en langue zambienne (Bemba, Chewa, Tonga et Lozi). Cependant, l'unité n'a pas réussi à atteindre ce niveau de production et, en raison d'une pénurie de traducteurs qualifiés, de nombreux documentaires sont restés en anglais.
En 2005, ZIS a fusionné avec l'Agence de presse zambienne (ZANA) pour former les Services de presse et d'information de Zambie (ZANIS).

## Le cinéma privé en Zambie
Le réalisateur zimbabwéen Michael Raeburn a tourné une partie de Killing Heat, sa version de 1981 du premier roman de Doris Lessing, Vaincue par la brousse (The Grass is singing), en Zambie.
En 1999, une société de production indépendante, Ambush Productions, a été fondée en Zambie. Leur long métrage documentaire. Choka !, également intitulé Get Lost ! dépeint la vie quotidienne des enfants des rues zambiens[10]. Le film a été nommé pour les prix de l'International Documentary Association. Imiti Ikula (2001) est un documentaire qui suit la vie d'un orphelin du sida dans les rues de Lusaka.